# Felix Krohn
Pour les articles homonymes, voir Krohn.
Felix Krohn est un chef d'orchestre et compositeur finlandais né à Tampere le 20 mai 1898 et mort à Lahti le 11 novembre 1963.

## Biographie
Felix Julius Theofil Krohn naît le 20 mai 1898 à Tampere.
Il étudie avec son père puis à l'école de musique d'Helsinki ainsi qu'à la Hochschule für Musik de Berlin. De retour en Finlande en 1922, il fait carrière dans son pays natal comme chef d'orchestre et pédagogue.
Felix Krohn meurt le 11 novembre 1963 à Lahti.

## Œuvres
Comme compositeur, Felix Krohn est notamment l'auteur de :
- Sotarukous (« Prière de guerre ») pour orchestre (1918) ;
- Vuodenajat (« Les Saisons » ; 1921) ;
- Kyllikki, cantate (1923) ;
- Odalisque pour orchestre (1924) ;
- 4 suites pour orchestre :
  - Sysmäläinen (« L'Homme de Sysma » ; 1938) ;
  - Vihreä kulta (« L'Or vert » ; 1939) ;
  - Anu et Mikko (1940) ;
  - Linnaisten kartanon vihreä kamari (« La Chambre verte du manoir de Linnainen » ; 1944)
- Uskollinen sisar (« La Sœur fidèle »), opéra pour enfants (1945) ;
- pièces de musique de chambre.